# Liste de blocs erratiques de Suisse
Cet article recense les blocs erratiques de Suisse.

## Liste
| Canton      | Commune                            | Nom                                              | Coordonnées                                                       | Illustration              |
| ----------- | ---------------------------------- | ------------------------------------------------ | ----------------------------------------------------------------- | ------------------------- |
| Argovie     | Wohlen                             | Erdmannlisstein                                  | 47° 20′ 51″ nord, 8° 18′ 52″ est                                  |                           |
| Berne       | Bienne                             | Heidenstein                                      | 47° 08′ 06″ nord, 7° 16′ 19″ est                                  |                           |
| Berne       | Bienne                             | Ischlag                                          | 47° 08′ 09″ nord, 7° 16′ 19″ est                                  |                           |
| Berne       | Sornetan                           | Pierre de Sornetan                               | 47° 16′ 16″ nord, 7° 13′ 29″ est                                  |                           |
| Berne       | Tschugg                            | Tüfelsburdi                                      | 47° 02′ 19″ nord, 7° 05′ 06″ est                                  |                           |
| Fribourg    | Bossonnens                         | Bloc erratique de Bossonens                      | 46° 31′ 15″ nord, 6° 51′ 32″ est                                  |                           |
| Fribourg    | Estavayer                          | Pierre du Mariage                                | 46° 50′ 32″ nord, 6° 49′ 35″ est                                  |                           |
| Fribourg    | Grandvillard                       | Rocher de Vers-l'Église                          | 46° 31′ 58″ nord, 7° 08′ 00″ est                                  |                           |
| Fribourg    | Morat                              | Bloc Agassiz                                     | 46° 57′ 40″ nord, 7° 04′ 30″ est                                  |                           |
| Fribourg    | Pierrafortscha                     | Pierrafortscha                                   | 46° 46′ 58″ nord, 7° 10′ 47″ est                                  |                           |
| Genève      | Genève                             | Pierres du Niton                                 | 46° 12′ 20″ nord, 6° 09′ 15″ est                                  |                           |
| Genève      | Thônex                             | Pierre-à-Bochet                                  | 46° 11′ 55″ nord, 6° 12′ 44″ est                                  |                           |
| Grisons     | Schluein                           | Crap de Pops                                     |                                                                   |                           |
| Jura        | Saulcy                             | Pierre de Saulcy                                 | 47° 17′ 45″ nord, 7° 07′ 44″ est                                  |                           |
| Neuchâtel   | Bôle                               | Pierre du Mont-Boudry                            | 46° 58′ 34″ nord, 6° 50′ 05″ est                                  |                           |
| Neuchâtel   | Gorgier                            | Pierre à glisse                                  | 46° 54′ 34″ nord, 6° 45′ 57″ est                                  |                           |
| Neuchâtel   | Gorgier                            | Pierre sans nom                                  | 46° 54′ 30″ N, 6° 45′ 30″ E                                       |                           |
| Neuchâtel   | Neuchâtel                          | Pierrabot                                        | 47° 00′ 13″ nord, 6° 54′ 41″ est                                  |                           |
| Neuchâtel   | Neuchâtel                          | Bloc de Chanet                                   | 46° 59′ 43″ nord, 6° 54′ 08″ est                                  |                           |
| Neuchâtel   | Saint-Aubin-Sauges                 | Blocs erratiques du Devens                       | 46° 54′ 30″ nord, 6° 45′ 30″ est 46° 54′ 34″ nord, 6° 45′ 58″ est |                           |
| Schaffhouse | Schaffhouse                        | Roderichstein                                    | 47° 43′ 05″ nord, 8° 41′ 32″ est                                  |                           |
| Schwyz      | Morschach                          | Grossegg Druidenstein                            | 46° 59′ 25″ nord, 8° 37′ 27″ est                                  |                           |
| Soleure     | Steinhof                           | Grossi Flue                                      |                                                                   |                           |
| Soleure     | Hessigkofen                        | Fuchsenstein                                     | 47° 08′ 09″ nord, 7° 26′ 48″ est                                  |                           |
| Soleure     | Hessigkofen                        | Pierre sans nom                                  | 47° 08′ 13″ N, 7° 26′ 55″ E                                       |                           |
| Soleure     | Lüterswil-Gächliwil                | Schüchstein                                      | 47° 07′ 08″ nord, 7° 26′ 21″ est                                  |                           |
| Soleure     | Lüterswil-Gächliwil                | Hubelstein                                       | 47° 07′ 16″ nord, 7° 26′ 14″ est                                  |                           |
| Soleure     | Mühledorf                          | Murlistein                                       | 47° 07′ 48″ nord, 7° 28′ 30″ est                                  |                           |
| Soleure     | Nennigkofen                        | Pierre sans nom                                  | 47° 11′ 11″ N, 7° 28′ 54″ E                                       |                           |
| Soleure     | Nennigkofen                        | Kindlistein                                      | 47° 11′ 24″ nord, 7° 29′ 38″ est                                  |                           |
| Valais      | Collombey-Muraz                    | Bloc Studer                                      | 46° 16′ 26,36″ nord, 6° 56′ 14,7″ est                             |                           |
| Valais      | Grimentz                           | Pirra Martera                                    | 46° 10′ 14″ nord, 7° 34′ 10″ est                                  |                           |
| Valais      | Martigny                           | Pierre du Peccà                                  | 46° 05′ 28″ nord, 7° 02′ 26″ est                                  |                           |
| Valais      | Martigny                           | Pierre du Corbi                                  | 46° 05′ 53″ nord, 7° 02′ 24″ est                                  |                           |
| Valais      | Monthey                            | Pierre des Marmettes                             | 46° 15′ 09″ nord, 6° 56′ 30″ est                                  |                           |
| Valais      | Monthey                            | Pierre à Dzo                                     | 46° 15′ 13″ nord, 6° 56′ 30″ est                                  |                           |
| Valais      | Monthey                            | Pierre à Muguet                                  | 46° 15′ 28,74″ nord, 6° 56′ 22,71″ est                            |                           |
| Valais      | Orsières                           | Blocs erratiques de Plan Beu                     | 46° 00′ 21″ nord, 7° 08′ 39″ est                                  |                           |
| Valais      | Sierre                             | Bloc erratique du Pintset                        | 46° 15′ 34″ nord, 7° 27′ 32″ est                                  |                           |
| Valais      | Vex                                | Bloc erratique du château de Vex                 | 46° 12′ 15″ nord, 7° 24′ 34″ est                                  |                           |
| Valais      | Vollèges                           | Pierre à cupules du col des Planches             | 46° 05′ 40″ nord, 7° 07′ 19″ est                                  |                           |
| Vaud        | L'Abergement                       | Pierre de Bon Château                            | 46° 45′ 35″ nord, 6° 29′ 53″ est                                  |                           |
| Vaud        | Baulmes                            | Pierre à Bollet                                  | 46° 46′ 50″ nord, 6° 29′ 23″ est                                  |                           |
| Vaud        | Begnins                            | Pierre à Granfer                                 | 46° 26′ 51″ nord, 6° 14′ 21″ est                                  |                           |
| Vaud        | Bex                                | Bloc Monstre                                     | 46° 15′ 44″ nord, 7° 01′ 18″ est                                  |                           |
| Vaud        | Bex                                | Pierra Besse                                     | 46° 15′ 47″ nord, 7° 01′ 15″ est                                  |                           |
| Vaud        | Bex                                | Pierre au Trésor                                 | 46° 15′ 28″ nord, 7° 04′ 01″ est                                  |                           |
| Vaud        | Burtigny                           | Pierre à Roland                                  | 46° 28′ 23″ nord, 6° 16′ 33″ est                                  | Pierre à Roland           |
| Vaud        | Burtigny                           | Pierre à Phébou                                  | 46° 28′ 18″ nord, 6° 16′ 34″ est                                  | Pierre à Phébou           |
| Vaud        | Burtigny                           | Pierre du bois des Tattes (ou pierre du serpent) | 46° 27′ 58″ nord, 6° 16′ 25″ est                                  | Pierre du bois des Tattes |
| Vaud        | Burtigny                           | Pierre à mille trous                             | 46° 27′ 50″ nord, 6° 16′ 32″ est                                  | Pierre à mille troux      |
| Vaud        | Lausanne                           | Pierre à Cambot                                  | 46° 34′ 18″ nord, 6° 35′ 54″ est                                  |                           |
| Vaud        | Cheseaux-sur-Lausanne              | Pierre à Ramuz                                   | 46° 34′ 46″ nord, 6° 36′ 02″ est                                  |                           |
| Vaud        | Crans                              | Pierre féline                                    | 46° 21′ 50″ nord, 6° 11′ 19″ est                                  |                           |
| Vaud        | Croy                               | Pierre des Gottettes                             | 46° 41′ 02″ nord, 6° 28′ 33″ est                                  |                           |
| Vaud        | Cuarnens                           | Pierre pendue                                    | 46° 38′ 32″ nord, 6° 25′ 30″ est                                  |                           |
| Vaud        | Cuarnens                           | Pierre sans nom                                  | 46° 38′ 10″ nord, 6° 25′ 15″ est                                  |                           |
| Vaud        | Gland                              | Pierre à 1000 trous                              |                                                                   |                           |
| Vaud        | Juriens                            | Pierre du Bochet                                 | 46° 40′ 45″ nord, 6° 27′ 25″ est                                  |                           |
| Vaud        | Lausanne                           | Pierre aux Vièrges                               | 46° 33′ 42″ nord, 6° 35′ 14″ est                                  |                           |
| Vaud        | Mies                               | Pierre à Pény                                    | 46° 17′ 52″ nord, 6° 09′ 35″ est                                  |                           |
| Vaud        | Moiry                              | Grosse Pierre                                    | 46° 38′ 53″ nord, 6° 27′ 32″ est                                  | Grosse pierre de Moiry    |
| Vaud        | Mont-la-Ville                      | Pierre de la Saboterie                           | 46° 38′ 28″ nord, 6° 22′ 53″ est                                  |                           |
| Vaud        | Mont-la-Ville                      | Pierre sans nom                                  | 46° 39′ 20″ nord, 6° 24′ 41″ est                                  |                           |
| Vaud        | Montherod                          | Bloc erratique de Montherod                      | 46° 30′ 57″ nord, 6° 21′ 18″ est                                  |                           |
| Vaud        | Montherod                          | Pierre aux écuelles                              | 46° 39′ 39″ nord, 6° 25′ 06″ est                                  |                           |
| Vaud        | La Praz, Mont-la-Ville et Cuarnens | Pierre Pouilleuse                                | 46° 39′ 24″ nord, 6° 26′ 05″ est                                  |                           |
| Vaud        | La Praz                            | Pierre à l'Ours                                  | 46° 40′ 11″ nord, 6° 24′ 52″ est                                  |                           |
| Vaud        | La Praz                            | Pierre sans nom portant une centaine de cupules  | 46° 39′ 44″ N, 6° 25′ 52″ E                                       |                           |
| Vaud        | La Praz                            | Pierre sans nom                                  | 46° 40′ 21″ N, 6° 25′ 04″ E                                       |                           |
| Vaud        | La Sarraz                          | Pierre des Buis                                  | 46° 39′ 32″ nord, 6° 30′ 10″ est                                  |                           |
| Vaud        | Moiry                              | Pierre de Planchamp                              | 46° 38′ 41″ nord, 6° 26′ 29″ est                                  |                           |
| Vaud        | Mutrux                             | Pierre au Gendarme                               | 46° 53′ 51″ nord, 6° 43′ 13″ est                                  |                           |
| Vaud        | Pampigny                           | Pierre du bois d'Arruffens                       | 46° 35′ 51″ nord, 6° 26′ 30″ est                                  |                           |
| Vaud        | Pully                              | Pierre de Belmont                                | 46° 31′ 51″ nord, 6° 40′ 24″ est                                  |                           |
| Vaud        | Sainte-Croix                       | Bloc erratique de la Fontaine froide             |                                                                   |                           |
| Vaud        | Sainte-Croix                       | Pierre de la Paix                                | 46° 50′ 58″ nord, 6° 32′ 12″ est                                  |                           |
| Zurich      | Herrliberg                         | Pflugstein                                       |                                                                   |                           |